# Drómon

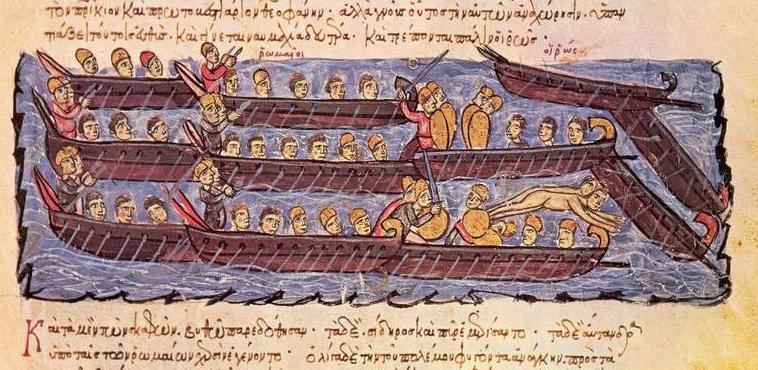
Drómones da era bizantina

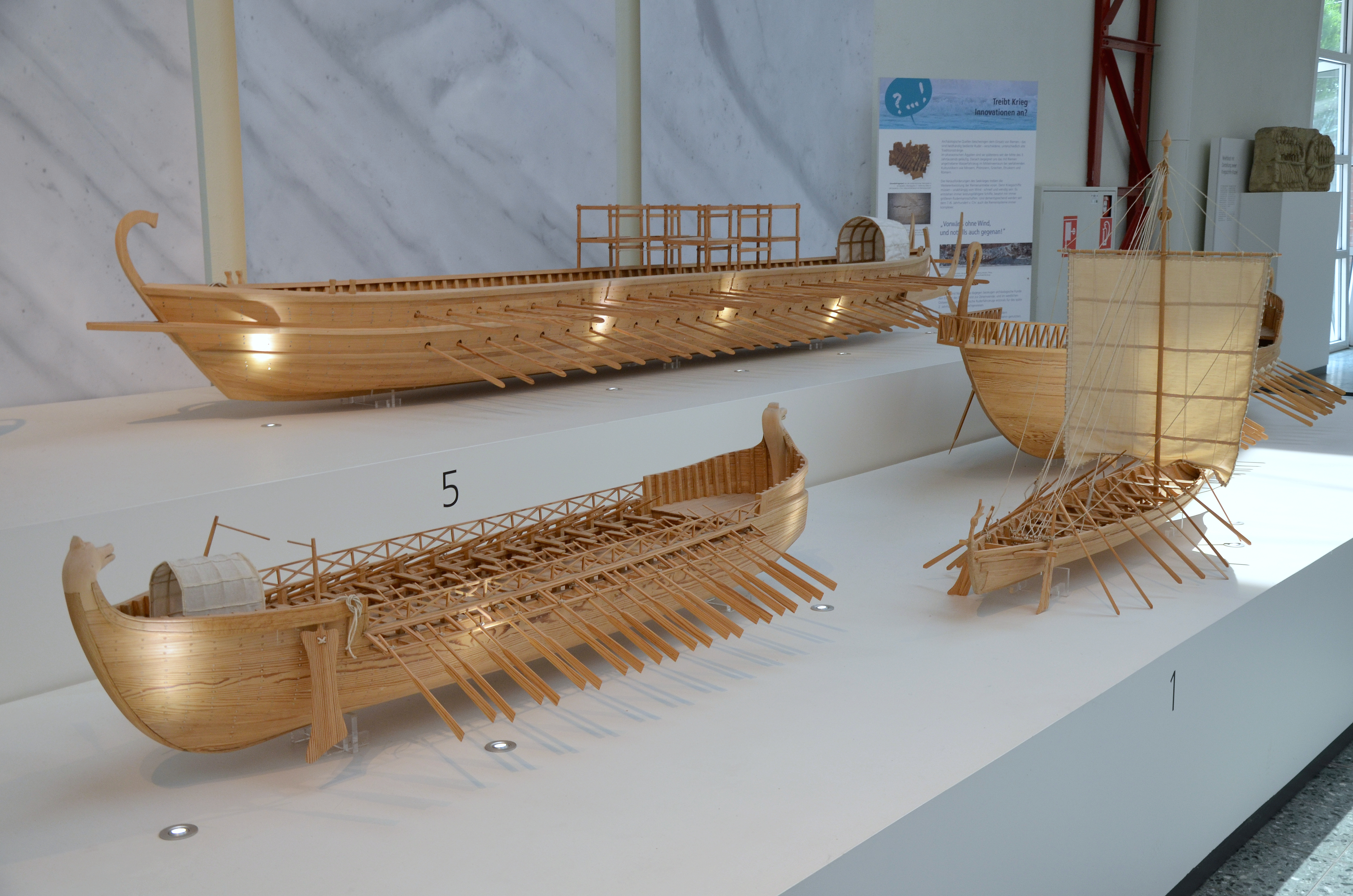
Modelos de reconstruções de navios romanos; o nº 5 é (topo) um drómon.

Drómon ou dromo  (em grego: δρόμων; romaniz.: drómon; lit. corrida) foi um barco do Império Bizantino, tendo sido uma das peças principais da sua frota até a sua queda em 1453. O quelândio é uma variante de drómon.
O drómon era um barco de três velas triangulares, também chamadas latinas, e duas filas de remadores, que podiam albergar entre 150 e 200 homens, na sua maioria escravos. Estes barcos estavam armados com balistas e máquinas pesadas que projetavam dardos de ferro, além do famoso fogo grego, outra característica do Império Bizantino.
Este barco pertencia à frota imperial de Constantinopla e o seu desenho vem precedido pelo birreme romano, um navio rápido que por sua vez era usado entre os ilírios da costa adriática. Para albergar um número tão grande de homens, tinha uma capacidade de 30-50 metros de comprimento e 5-7 metros de largura.

## História
Depois do processo denominado Queda do Império Romano do Ocidente as províncias orientais passaram a ser independentes adquirindo a denominação posterior de Império Bizantino. Constantinopla (actual Istambul) era a sua capital e só caiu em 1453, graças a uma grande potência militar tanto terrestre como naval. O drómon era um dos barcos que formavam a frota imperial, acompanhado de outro navios como os panfiles, moneres ou os quelândios. A frota de Constantinopla foi usada não apenas para conquista, mas também para se defender de numerosos assédios a que foi submetida a cidade.

## O fogo grego
O fogo grego era uma das principais armas do drómon. Devido ao secretismo que gira em redor desta forma de combate não se sabe muito bem como surgiu e como era produzido. Os ingredientes principais eram água, nafta, óxido de cálcio, enxofre, resina e salitre. O fogo grego era lançado com sifões de bronze, artefa(c)tos ou armas parecidos aos actuais lança-chamas.